# Dani de la Orden
Dani de la Orden (Barcelona, 1989) es un director de cine y guionista español conocido principalmente por ser el director de las películas Barcelona, noche de verano y su continuación Barcelona, noche de invierno.

## Biografía
Se licenció en Escuela Superior de Cine y Audiovisuales de Cataluña. Antes de dedicarse al cine, estuvo trabajando para la empresa de publicidad Garage Film, dirigiendo varios spots comerciales.

## Carrera profesional
Poco después de graduarse, en 2013, y con tan solo 22 años, Dani dirigió su primer largometraje de la mano de algunos amigos; una comedia romántica ambientada en la ciudad condal: Barcelona, noche de verano. Dos años después estrenó la continuación de su primera película, Barcelona, noche de invierno.
En 2014 dirigió el videoclip de «Ja no ens passa», una de las canciones incluidas en el disco Només d'entrar hi ha sempre el dinosaure de Els Amics de les Arts. Ese mismo año también dirigió el vídeo musical de la canción «Culpable» del cantante David Bisbal; y el de la canción «On seràs demà?» del cantautor Joan Dausà.
En 2016 dirigió la película El pregón, protagonizada y producida por Andreu Buenafuente y Berto Romero.
En enero de 2018 empezó el rodaje de la serie producida por Zeta Audiovisual para Netflix; Élite, que dirige junto a Ramón Salazar. El estreno de la serie, un thriller juvenil, se produjo en octubre de 2018.
En julio de 2018 estrenó su cuarto largometraje como director; El mejor verano de mi vida, película protagonizada por Leo Harlem, Maggie Civantos y Toni Acosta. Ese mismo mes, se estrenó el videoclip de «Mirada Perdida», canción que pertenece al disco Pólvora del cantante madrileño Leiva.
En 2020 estrena Hasta que la boda nos separe, comedia protagonizada por Belén Cuesta y Álex García. 
El 26 de febrero de 2021 estrena para Netflix la película Loco por ella, protagonizada por Álvaro Cervantes y Susana Abaitua.
El 17 de diciembre de 2021 estrena la película Mamá o papá, protagonizada por Paco León y Miren Ibarguren.
[actualizar]
En febrero de 2025 estrena A muerte una miniserie de Apple TV.

## Filmografía

### Cine
- 2013: Barcelona, noche de verano; como director.
- 2015: Barcelona, noche de invierno; como director.
- 2016: El pregón; como director.
- 2018: El mejor verano de mi vida; como director.
- 2019: Litus; como director.
- 2020: Hasta que la boda nos separe; como director.
- 2021: Loco por ella; como director.
- 2021: Mamá o papá; como director.
- 2022: El test; como director
- 2022: 42 segundos; como director
- 2024: Casa en llamas como director

### Televisión
- 2018-2022: Élite para Netflix; como director. (11 episodios)
- 2019: BocaNorte (para Playz); como director.
- 2025: A muerte (para Apple TV); como director.

### Cortometrajes
- 2009: Un poema de...; como director y guionista.
- 2011: Luciano; como director.
- 2013: Nadador; como director y guionista.

### Documentales
- 2011: Colom i la Casa Reial Catalana; como director y guionista.
- 2014: Desmuntant Leonardo; como director.

### Videoclips
- 2014: «Ja no ens passa»; de Els Amics de les Arts.
- 2014: «Culpable»; de David Bisbal.
- 2014: «On seràs demà?»; de Joan Dausà.
- 2018: «Mirada Perdida»; de Leiva.

## Premios
- Festival de Cine de Alfaz del Pi de 2012: Segundo premio por Luciano
- Premios Gaudí de 2016: candidato a mejor director y mejor película de habla catalana por Barcelona, noche de invierno

## Actores y actrices habituales
| Actor              | Barcelona, noche de verano | Barcelona, noche de invierno | El pregón | El mejor verano de mi vida | Litus | Hasta que la boda nos separe | Mamá o papá | Loco por ella |
| ------------------ | -------------------------- | ---------------------------- | --------- | -------------------------- | ----- | ---------------------------- | ----------- | ------------- |
| Miki Esparbé       | No                         | No                           |           |                            |       |                              |             |               |
| Àlex Monner        | No                         | No                           |           |                            |       |                              |             |               |
| Bárbara Santa-Cruz | No                         | No                           |           |                            |       |                              |             |               |
| Berto Romero       |                            | No                           | No        | No                         |       |                              | No          |               |
| Clara Segura       |                            | No                           |           |                            |       |                              |             | No            |
| Alberto San Juan   |                            | No                           |           |                            |       |                              |             | No            |
| Belén Cuesta       |                            |                              | No        |                            | No    | No                           |             |               |
| Leo Harlem         |                            |                              |           | No                         |       | No                           |             |               |
| Mariam Hernández   |                            |                              |           | No                         |       | No                           |             |               |
| Salva Reina        |                            |                              |           | No                         |       | No                           |             |               |
| Gracia Olayo       |                            |                              |           | No                         |       | No                           |             |               |
| Antonio Dechent    |                            |                              |           | No                         |       | No                           |             |               |
| Jordi Sánchez      |                            |                              |           | No                         |       | No                           |             |               |
| Adrián Lastra      |                            |                              |           |                            | No    | No                           |             |               |
| Álex García        |                            |                              |           |                            | No    | No                           |             |               |
| Miquel Fernández   |                            |                              |           |                            | No    |                              | No          |               |